# بيير مارتن (عسكري)
بيير مارتن (بالفرنسية: Pierre Martin)‏ هو عسكري فرنسي، ولد في 29 يناير 1752 في Louisbourg ‏ في كندا، وتوفي في 1 نوفمبر 1820 في روشفور في فرنسا.